# 诡计游戏
《诡计游戏》（羅馬化：Le Rai Game Luang）是一部由Mongkoldee Productions制作，瓦丽缇莎·琳塔玛黑颂、帕他勒彭·德浦沃拉侬、潘珊妮娅·甘宋卢主演的泰国悬疑爱情剧，预计2024年11月2日起在泰国第7电视台播出。

## 剧情简介
Phatchanin和Ingdao无论是工作还是爱情等任何方面，都会产生激烈的竞争。后来，一位年轻、充满活力的商人Tham带着秘密和怨恨，加入她们的游戏当中。
当信任隐藏着毒害和欺骗，他们将会因为爱情而陷入嫉妒之战。Tham的出现究竟是为了什么。他的到来是否能逆转整个局势？

## 演员阵容

### 主要演员
- 瓦丽缇莎·琳塔玛黑颂 饰演 Phatchanin
- 帕他勒彭·德浦沃拉侬 饰演 Tham
- 潘珊妮娅·甘宋卢 饰演 Ingdao

### 其他演员
- 山提拉·库尔诺帕吉 饰演 Thawirat
- 卡丽塔·桑萨欧帕[5] 饰演 Chomphunut
- 坦达莞·塔帝欧·马约利·马吉欧利 饰演 Jenphop
- 雪琳·瓦格斯塔菲[5] 饰演 Ava
- Bavat Siritirapukkon
- 波莉雀娅·斯里苏塔 饰演 Luktan
- 帕丽莎·坦塔纳维瓦 饰演 รตี

## 制作
2023年8月，泰国第7电视台释出了演员们的试装照。